# R. H. Thomson
R. H. Thomson est un acteur canadien né en 1947 à Richmond Hill (Ontario).

## Carrière

### Filmographie
- 1978 : Tyler
- 1979 : L'Homme en colère : Borke
- 1981 : Surfacing : David
- 1981 : Ticket to Heaven : Linc Strunc
- 1981 : Les Beaux souvenirs : Rick
- 1982 : If You Could See What I Hear (en) : Will Sly
- 1983 : Snow : Jim
- 1985 : Discussions in Bioethics: A Chronic Problem
- 1985 : The Legs of the Lame
- 1985 : Vision Quest : Kevin
- 1985 : Canada's Sweetheart: The Saga of Hal C. Banks
- 1985 : Samuel Lount : Samuel Lount
- 1987 : Wednesday's Children: David : Jim
- 1987 : Les Derniers jours d'un caïd (And Then You Die)
- 1988 : The King Chronicle, Part 3: Mackenzie King and the Zombie Army
- 1988 : The First Season : Eric
- 1990 : Defy Gravity : Bill Fiddich
- 1991 : The Quarrel : Chaim
- 1993 : The Lotus Eaters : Hal Kingswood
- 1994 : Max : Andy Blake
- 1997 : Home Game
- 1997 : Silent Cradle : David Greg
- 1997 : Le Crépuscule des nymphes de glace : Dr. Issac Solti
- 1998 : Bone Daddy : Stone
- 2000 : Bonhoeffer: Agent of Grace : Knobloch
- 2000 : The Dinosaur Hunter
- 2006 : Population 436 : Shérif Colcutt
- 2008 : Athanasia, des secrets bien gardés (Kala krymmena mystika, Athanasia) : Manuel
- 2009 : Chloé (Chloe) : Frank

### Série télévisée

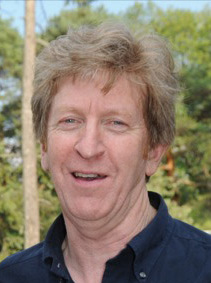
Thompson en 2013

- 1977 : The Newcomers : (segment '1911')
- 1979 : An American Christmas Carol (TV) : Thatcher
- 1981 : Otages à Téhéran (Escape from Iran: The Canadian Caper) (TV) : Lee Schatz
- 1983 : The Terry Fox Story (TV) : Dr. Simon
- 1983 : Cornet at Night (TV) : The Stranger
- 1984 : Charlie Grant's War (TV) : Charlie Grant
- 1986 : Stranger in My Bed (TV) : Dr. Davidson
- 1987 : Heaven on Earth (TV)
- 1987 : Ford: The Man and the Machine (TV) : Edsel Ford
- 1988 : Glory Enough for All (TV) : Dr Frederick Banting
- 1989 : Love and Hate: The Story of Colin and Joanne Thatcher (TV) : Gerry Allbright
- 1989 : Les Contes d'Avonlea ("Road to Avonlea") (série télévisée) : Jasper Dale
- 1989 : Champagne Charlie (TV)
- 1991 : Mark Twain and Me (TV) : Albert Paine
- 1992 : By Way of the Stars (feuilleton TV) : Priest
- 1993 : Le Triomphe de l'amour (Bonds of Love) (TV) : Jake Hobart
- 1994 : Le Babymaker (The Babymaker: The Dr. Cecil Jacobson Story) (TV) : Bill Castellano
- 1994 : My Breast (TV) : Luke
- 1995 : Net Worth (TV) : Milton Mound
- 1996 : The Marriage Bed (TV) : Dr. Jeff REilly
- 1996 : Murder at My Door (TV) : Ed McNair
- 1999 : In Memory (TV)
- 1999 : Crime in Connecticut: The Story of Alex Kelly (TV) : Ray Marcassi
- 1999 : P.T. Barnum (TV) : James Anthony Bailey
- 2001 : University (série TV) : Harry Copeland
- 2001 : Crime en Bohême (The Royal Scandal) (TV) : Mycroft Holmes
- 2001 : The Associates (série TV) : Angus MacGregor (2001)
- 2002 : The Stork Derby (TV) : Hugh McLean
- 2002 : Trudeau (feuilleton TV) : Mitchell Sharp
- 2002 : Hell on Heels: The Battle of Mary Kay (TV) : Richard Rogers
- 2003 : Bugs (TV) : Reynolds
- 2003 : The Piano Man's Daughter (TV) : Frederick Wyatt
- 2003 : Full-Court Miracle (TV) : Rabbi Lewis
- 2004 : Human Cargo (feuilleton TV) : Peter Fowler
- 2006 : Octobre 1970 : James Richard Cross
- 2017-2019 : Anne with an E (série TV) : Matthew Cuthbert

## Récompenses
- Prix Dora Mavor Moore
- Prix Génie du meilleur acteur dans un second rôle (1983)

## Distinctions
- Membre de l’ordre du Canada